# قائمة مقاطعات رود آيلاند
تضم ولاية رود آيلاند خمسة مقاطعات وهي تشارك هاواي في أقل عدد من المقاطعات (بينما تضم ولاية ديلاوير ثلاث مقاطعات وهي الأصغر من حيث عدد المقاطعات)

## المقاطعات
| مقاطعة          | INCITS | مقر المقاطعة   | تاريخ التأسيس | المنشأ                                                                    | أصل التسمية | تعداد السكان | المساحة                   | الخريطة                                            |
| مقاطعة بريستول  | 001    | بريستول        | 1747          | مدينة بريستول، إنجلترا                                                    | تم إنشاؤها من الأراضي المكتسبة من مقاطعة بريستول، ماساتشوستس بعد حل نزاع حدودي بين المستعمرتان                  | 49875        | 24 ميل مربع (62 كـم2)     | Map of Rhode Island highlighting Bristol County    |
| مقاطعة كينت     | 003    | إيست غرينتش    | 1750          | مقاطعة كينت، انجلترا                                                      | جزء من مقاطعة بروفيدانس                                                                                         | 166158       | 168 ميل مربع (440 كـم2)   | Map of Rhode Island highlighting Kent County       |
| مقاطعة نيوبورت  | 005    | نيوبورت        | 1703          | مقاطعة نيوبورت، إسيكس                                                     | تم أنشاؤها باسم مقاطعة رود ايلاند في 1703.ثم أعيد تسميتها بمقاطعة نيوبورت في 1729                               | 82888        | 102 ميل مربع (260 كـم2)   | Map of Rhode Island highlighting Newport County    |
| مقاطعة بروفيدنس | 007    | بروفيدنس       | 1703          | العناية الإلهية، وهو مفهوم يعكس الطابع الديني لمؤسس المستعمرة روجر وليامز | تشكلت في 1703 باسم مقاطعة بروفيدنس بلانتيشن. ثم إعادة تسميتها بمقاطعة بروفيدانس في عام 1729                     | 626667       | 409 ميل مربع (1,060 كـم2) | Map of Rhode Island highlighting Providence County |
| مقاطعة واشنطن   | 009    | ساوث كينغستاون | 1729          | جورج واشنطن، أول رئيس للولايات المتحدة الأمريكية                          | شكلت في عام 1729 باسم مقاطعة كينغز من جزء من مقاطعة بروفيدنس بلانتيشن.ثم إعادة تسميتها بمقاطعة واشنطن عام 1781. | 126979       | 329 ميل مربع (850 كـم2)   | Map of Rhode Island highlighting Washington County |